# طهماسب الأول
صَاحِبُ القِرَانِۛ سُلطَانُ السَّلَاطِيۡنِۛ أَبُو المُظَفَّرِ أبُو الفَتۡحِ السُّلۡطَانُ العَادِلُ الكَامِلُ الهَادِي الوَالِي الشَّاه طِهۡمَاسِب بَهَادُر خَان بۡنُ الشَّاهِ إِسۡمَاعِيۡلَ الصَّفَوِي (بالفارسية: صَاحِب‌قِرَان سُلطَان بَر سَلَاطِین ابُوالمُظَفَّر ابوالفَتح السُلطَان العَادِل الکَامِل الهَادِی الوَالِی شَاه طهمَاسب بَهَادُرخَان بن شَاه اسمَٰعِیل الصَفَوِی) (26 ذو الحِجَّة 919هـ - 15 صفر 984هـ المُوافق فيه 22 شباط (فبراير) 1514م - 14 أيار (مايو) 1576م) المعروف اختصارًا بِـ«طهماسب الأول» (بالفارسية: طهماسب یکم)، هو الشاه الثاني للدَّولة الصفويَّة التي كانت واحدة من أهم الدُّول في المشرق، وقد حكم البلاد 930هـ المُوافقة لِسنة 1524م حتَّى سنة 984هـ المُوافقة لِسنة 1576م، يُعتبَر من أكابر حُكَّام الشاهانيَّة الصفويَّة، وكان قائدًا جديرًا، وملكًا تقيًا دانت له مقادير المُلك والحكمة فضلًا عن كونه راعيًا عظيمًا للفُنُون.
كانت والدته تدعى شاه-بيكي خانم وهي تركمانية الأصل. خلال فترة طفولته كان تحت سيطرة رجال القزلباش حيث أنه خلف والده عندما كان عمره 10 سنوات إلا أنه استعاد سيطرة الشاه خلال مرحلة الشباب. خلال فترة حكمه تعرضت الدولة الصفوية إلى العديد من الأخطار الخارجية وخصوصاً من قبل العثمانيين في الغرب والأوزبك في الشرق. هزم طهماسب الأوزبك لكنه خسر تبريز وبغداد بعد أن احتلهما العثمانيون خلال فترة حكمه لكنه استطاع ببراعة وذكاء الثبات والتوسع في حكمه لاحقا وصد العديد من الهجمات العثمانية التي أوقعت في جيوش العثمانيين خسائر فادحة خلال دخولها الأراضي الصفوية واصطدامها ببراعة خطط طهماسب في صد تلك الهجمات بالتكتيك ودون الالتقاء المباشر حيث اعتمد مبدأ الأرض المحروقة لمواجهة الجيوش العثمانية الجرارة
ففي عام 1534 قاد سليمان العثماني حملة كبيرة بجيش يقدر عدده بـ 200,000 مقاتل و300 مدفعية ضد طهماسب الذي لم يكن يملك إلا 7000 مقاتل فتجنب طهماسب الاصطدام بالجيش العثماني وخسر تبريز مؤقتا واعتمد سياسة الأرض المحروقة لمواجهة الجيش العثماني الذي اضطر لعبور جبال زاكروس وأدت سياسة الأرض المحروقة هذه إلى مقتل 30,000 مقاتل عثماني مما اضطر السلطان سليمان إلغاء حملته.
لاحقا حاول السلطان سليمان استغلال خيانة (القاص ميرزا) لأخيه الشاه طهماسب فلجأ القاص ميرزا إلى العثمانيين وأقنعهم بمهاجمة أخيه طهماسب وحصول انتفاضة ضد طهماسب بمجرد دخولهم بلاد فارس فقاد القاص ميرزا عام 1548 إلى جانب العثمانيين جيشا جرارا نحو أخيه طهماسب الصفوي الذي واجههم ببراعته وسياسة الأرض المحروقة مرة أخرى وفوجيء القاص ميرزا بأن المواطنين في أصفهان وشيراز منعوه من الدخول بدل أن يرحبوا به مما اضطر العثمانيين للتراجع نحو بغداد وترك القاص ميرزا وراءهم ليسقط بيد أخيه طهماسب ويمضي حياته الباقية في السجن.
خلال الحملة العثمانية النهائية ضد الصفويين عام 1553 أخذ طهماسب بزمام المبادرة مندفعا داخل الأراضي العثمانية مسقطا إسكندر باشا ومسيطرا على مدينة أرضروم التركية، وليس ذلك فحسب بل ألقى طهماسب القبض على (سنان بيك) أحد أبرز مساعدي السلطان العثماني.
مما اضطر العثمانيين لتوقيع معاهدة صلح مع الصفويين سميت معاهدة أماسيا نسبة إلى مدينة أماسيا عام 1555م والتي استمرت لمدة 30 عاماً حددت بموجبها حدود الإمبراطوريتين وأوقفت الصراع المسلح بينهما.
فأُتيح لطهماسب توسيع حكمه فقاد حملات ناجحة أدت إلى توسيع الأراضي الصفوية وضم العديد من الأراضي القوقازية بما فيها أرمينيا وجورجيا وقرقيزيا إلى الإمبراطورية الصفوية.

## ابن السلطان العثماني لاجئ عند طهماسب
بعد حصول خلاف داخل الأسرة العثمانية الحاكمة عندما ارتأت خٌرًم زوجة السلطان سليمان أن يتبوأ ابنهما سليم الحكم بعد والده السلطان سليمان بينما برز أخوه بايزيد وأظهر مقدرة عسكرية أكثر مما يملكها أخوه، مع تطور الموقف حصل خلاف بين بايزيد وأبيه وتمرد بايزيد على أبيه يصاحبه 20 ألف جندى لكنه هُزم على يد جيش أبيه بقيادة سوكولو محمد باشا عندها لجأ عام 1559 إلى طهماسب متوسلا إليه أن يجيره فاستقبله طهماسب بحرارة. بعد هذا طلب السلطان العثماني من ابنه العودة مُتلهّفا لمفاوضته لكنه رفض مع طهماسب الذي امتنع عن تسليم بايزيد رغم ما عرضه السلطان العثماني سليمان على طهماسب من أراضٍ و400,000 قطعة ذهبية. حاول السلطان مراراً وتكراراً مع طهماسب مستخدماً اللين والمفاوضة مرة والتهديد والوعيد مرة أخرى دون نجاح.
لاحقا في عام 1561 اكتشف طهماسب محاولة من الأمير بايزيد لإسقاطه عن عرشه، السبب في ذلك غير معروف فربما أراد أن يعتذر لأبيه بهذا وربما خاف من حملة متوقعة من أبيه على طهماسب فأراد أن يتقرب منه بهذه الفعلة، على كلٍ سجن طهماسب الأمير وشتت جيشه ووافق على عرض السلطان سليمان فسلم بايزيد وأبنائه الأربعة إلى رسل سليمان الذين قاموا بقتلهم ودفنوا في سيواس .

## اهتمام طهماسب بالفنون والاقتصاد الإيراني
اهتم طهماسب بالفنون الفارسية وطوّرها إلى جانب دعم الاقتصاد الوطني عن طريق الاهتمام بصناعة السجاد الإيراني المعروف بالجودة.

## روابط خارجية
- طهماسب الأول على موقع الموسوعة البريطانية (الإنجليزية)